# Mojosongo (Jebres)
Mojosongo is een bestuurslaag in het regentschap Surakarta van de provincie Midden-Java, Indonesië. Mojosongo telt 43.863 inwoners (volkstelling 2010).